# Arniocera rectifascia
Arniocera rectifascia är en fjärilsart som beskrevs av Sergius G. Kiriakoff 1954. Arniocera rectifascia ingår i släktet Arniocera och familjen Thyrididae. Inga underarter finns listade i Catalogue of Life.